# Chlorochaeta prouti
Chlorochaeta prouti är en fjärilsart som beskrevs av Debauche 1941. Chlorochaeta prouti ingår i släktet Chlorochaeta och familjen mätare. Inga underarter finns listade i Catalogue of Life.